# Wieża miejska w Trnawie
Wieża miejska w Trnawie (słow. Mestská veža) – wysoka (57 m), XVI-wieczna, murowana wieża strażnicza w centrum Trnawy na Słowacji, aktualnie dominanta i jeden z symboli miasta.

## Położenie
Znajduje się prawie w samym centrum miasta, w północno-zachodnim narożniku głównego placu miejskiego, zwanego Rynkiem Św. Trójcy (słow. Trojičné námestie). Jej położenie nie tylko umożliwiało wgląd na cały obszar dawnego miasta w granicach murów miejskich, ale też obserwację terenów leżących daleko poza nimi.

## Historia
Historia wieży w dokumentach historycznych rozpoczyna się dnia 28 lipca 1574 r., kiedy to majster murarski Jakub, trnawski mieszczanin, zobowiązał się przed wójtem miasta Jurajem Schleglem, że wieżę, którą rozpoczął budować, solidnie ukończy. Ze swego zobowiązania musiał dobrze się wywiązać, skoro w latach 1666 i 1683, kiedy miasto nawiedziły wielkie pożary, dach na wieży uległ spaleniu, ale mury nie ucierpiały. Przez całą dobę na wieży czuwali na zmiany strażnicy, którzy obserwowali miasto i jego okolicę. Co kwadrans z każdego narożnika wieży ogłaszali aktualny czas.
Wieżę zdobił pierwotnie szczyt, zakończony półksiężycem z gwiazdą. W latach 1739–1742 jej miejsce zajęła figura Niepokalanie Poczętej Marii Panny (Immaculaty). Gdy po jakimś czasie zrzuciła go wichura, 8 września 1791 r. zastąpiono ją nową, miedzianą, pozłacaną figurą Matki Boskiej naturalnej wielkości. Jej cechą charakterystyczną jest to, że ma dwie twarze po przeciwnych stronach głowy. Według legendy wynikło to z obawy mieszczan, by Niepokalana nie strzegła przypadkiem tylko tej części miasta, ku której będzie zwrócona twarzą.
W 1729 r. zamontowano na wieży mechanizm zegarowy, który pokazuje czas na pięciu cyferblatach.
W 1818 r. wykonano nowe wejście do wieży, nad którym umieszczono sgraffito przedstawiające Chrystusa i łacińską sentencję „Nisi dominus custodierit civitatem, frustra vigilat, qui custodit eam” („Jeśli Pan nie będzie strzegł miasta, darmo będzie czuwał ten, kto je pilnuje”).
W latach 1938–1941 prowadzono przy wieży rozległe prace remontowe, podczas których firma Pittel i Brausvetter przykryła nowymi tynkami dawne sgraffitowe dekoracje, a warsztat Petra Michaletza ponownie pozłocił figurę matki Boskiej na szczycie wieży.
Ostatnia rekonstrukcja wieży miała miejsce w l. 1997–1998. Renowacja fasad wieży z r. 2004 przywróciła im pierwotny wygląd, z charakterystycznym iluzyjnym boniowaniem narożników i całej piątej kondygnacji, wykonanym techniką sgraffita.

## Architektura

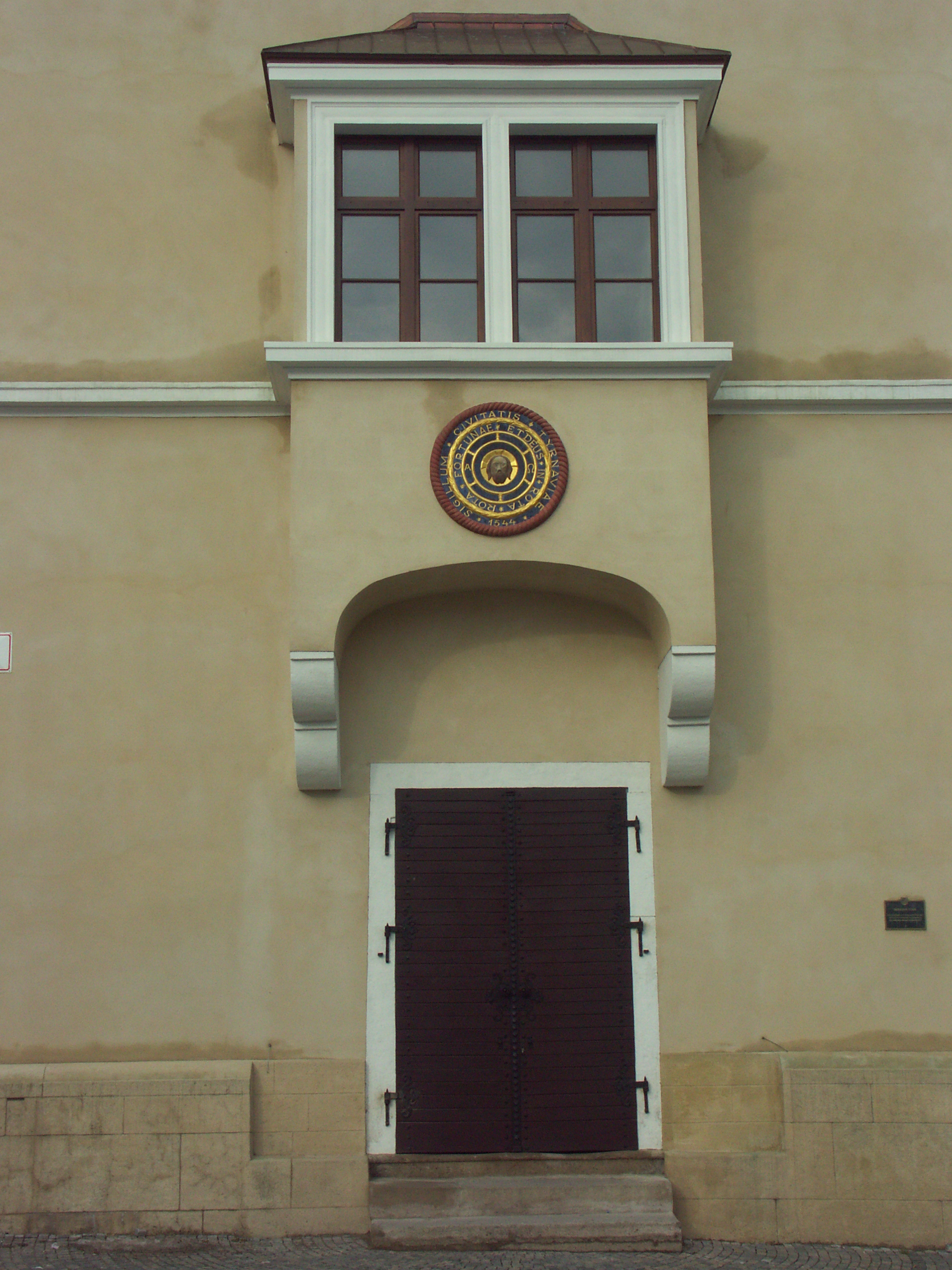
Wejście do wieży z wykuszem

Wieża murowana na planie zbliżonym do kwadratu. Pięciokondygnacyjna, z kondygnacjami rozdzielonymi wąskimi gzymsami. Piąta kondygnacja, na mniejszym rzucie, otoczona na wysokości 29 m gankiem dla straży, chronionym kutą balustradą. Prowadzą na nią we wnętrzu wieży 143 schody. Nakryta barokowym, ośmiobocznym baniastym hełmem z latarnią, zwieńczoną łamanym, również ośmiobocznym dachem wieżowym. Na elewacji czołowej, nad wejściem, na pograniczu parteru i pierwszego piętra, płytki, wsparty na wspornikach wykusz z dwoma oknami i herbem miasta pod nimi. Na trzeciej kondygnacji, nad piątą tarczą zegarową, jedyny w mieście zegar słoneczny.
Na szczycie dachu pozłacana figura Niepokalanie Poczętej Marii Panny w klasycznym ujęciu wg wizji św. Jana (stojąca na półksiężycu, z głową w aureoli 12 gwiazd). Całkowita wysokość wieży wraz z figurą wynosi 57 m.
W piątej kondygnacji mechanizm zegarowy z 1729 r. z warsztatu Franza Langera, przenoszący systemem wałków i cięgien napęd do pięciu tarcz zegarowych (piąta na trzeciej kondygnacji, od frontu) oraz barokowych dzwonów w latarni, wybijających godziny i kwadranse. Całość napędzają (podnoszone ręcznie!) trzy stukilogramowe odważniki wiszące na linach, sięgających trzeciej kondygnacji (obecnie w oszklonym szybie). Od czasu budowy mechanizm był czterokrotnie remontowany, po raz ostatni w 1967 r. pod kierownictwem Tomáša Sapáka z Kutnej Hory. Niedokładność mechanizmu wynosi ok. 30 sekund na dobę. Korektą wskazań i konserwacją zegara zajmuje się już od kilku pokoleń zegarmistrzowska rodzina Nemčeków.

## Aktualne wykorzystanie
Obecnie we wnętrzach wieży znajdują się punkt informacji turystycznej. Galeria na piątej kondygnacji jest udostępniona dla zwiedzających. Podczas wejścia można obejrzeć wspomniany mechanizm zegarowy, zaś na poszczególnych kondygnacjach ekspozycję poświęconą historii miasta i jego wybitnym osobistościom.